# Cratolabus formosanus
Cratolabus formosanus är en stekelart som först beskrevs av Tohru Uchida 1932.  Cratolabus formosanus ingår i släktet Cratolabus och familjen brokparasitsteklar. Inga underarter finns listade i Catalogue of Life.